# Werner Zschernagk
Werner Zschernagk (* 1926) ist ein ehemaliger deutscher Fußballspieler. Von 1952 bis 1953 spielte er für die BSG Rotation Babelsberg in der DDR-Oberliga, der höchsten Liga im DDR-Fußball.

## Sportliche Laufbahn
1948 wurde die SG Deutsche Volkspolizei Potsdam gegründet, die erstmals in der Saison 1948/49 in der Landesklasse Brandenburg antrat. Im Spieleraufgebot befand sich auch der 22-jährige Werner Zschernagk. Im Brandenburger Fußballpokal 1949 gewannen die Potsdamer das Endspiel durch einen 3:1-Sieg über die ZSG Welzow, an dem Zschernagk mit zwei Toren beteiligt war. Mit einem dritten Platz in der Landesliga 1949/50 qualifizierten sich die Volkspolizisten für die 1950 neu eingeführte zweitklassige DDR-Liga. In der Saison 1950/51 war Zschernagk mit 16 Einsätzen bei 18 ausgetragenen Ligaspielen Stammspieler bei der SG DVP. Er spielte hauptsächlich als Linksaußenstürmer und gehörte mit seinen zehn Treffern zu den drei erfolgreichsten Torschützen seiner Mannschaft. 1951/52 reichten Zschernagk sieben Tore um Potsdams Torschützenkönig zu werden. Er war auf die Rechtsaußenposition gewechselt und wurde in 20 der 22 Punktspiele eingesetzt.
Für die Spielzeit 1952/53 war vorgesehen, dass die Ligamannschaft der SG DVP Potsdam der SG DVP Berlin angeschlossen werden sollte. Dies war für Werner Zschernagk Anlass, zum Ortsnachbarn, dem DDR-Oberligisten Rotation Babelsberg, zu wechseln. Dort bestritt er vom 2. Spieltag an wieder als Linksaußenstürmer acht Oberligaspiele hintereinander und erzielte dabei sein einziges Oberligator. Bei seinem achten Oberligaeinsatz wurde er so schwer verletzt, dass er vierzehn Spieltage pausieren musste. Nachdem er Mitte der Rückrunde noch zweimal als Linksaußen eingesetzt worden war, beendete er als 27-Jähriger nach Saisonende seine Laufbahn als Leistungsfußballer.
Als Freizeitkicker spielte Zschernagk anschließend bei der viertklassigen BSG Fortschritt Cottbus. Dort war er zeitweise Spielertrainer und führte die Mannschaft 1958 zum Aufstieg in die zu dieser Zeit viertklassige Bezirksliga.